# Station Ingrandes-sur-Vienne
Station Ingrandes-sur-Vienne is een spoorwegstation in de Franse gemeente Ingrandes-sur-Vienne.